# KVVOG Vorselaar

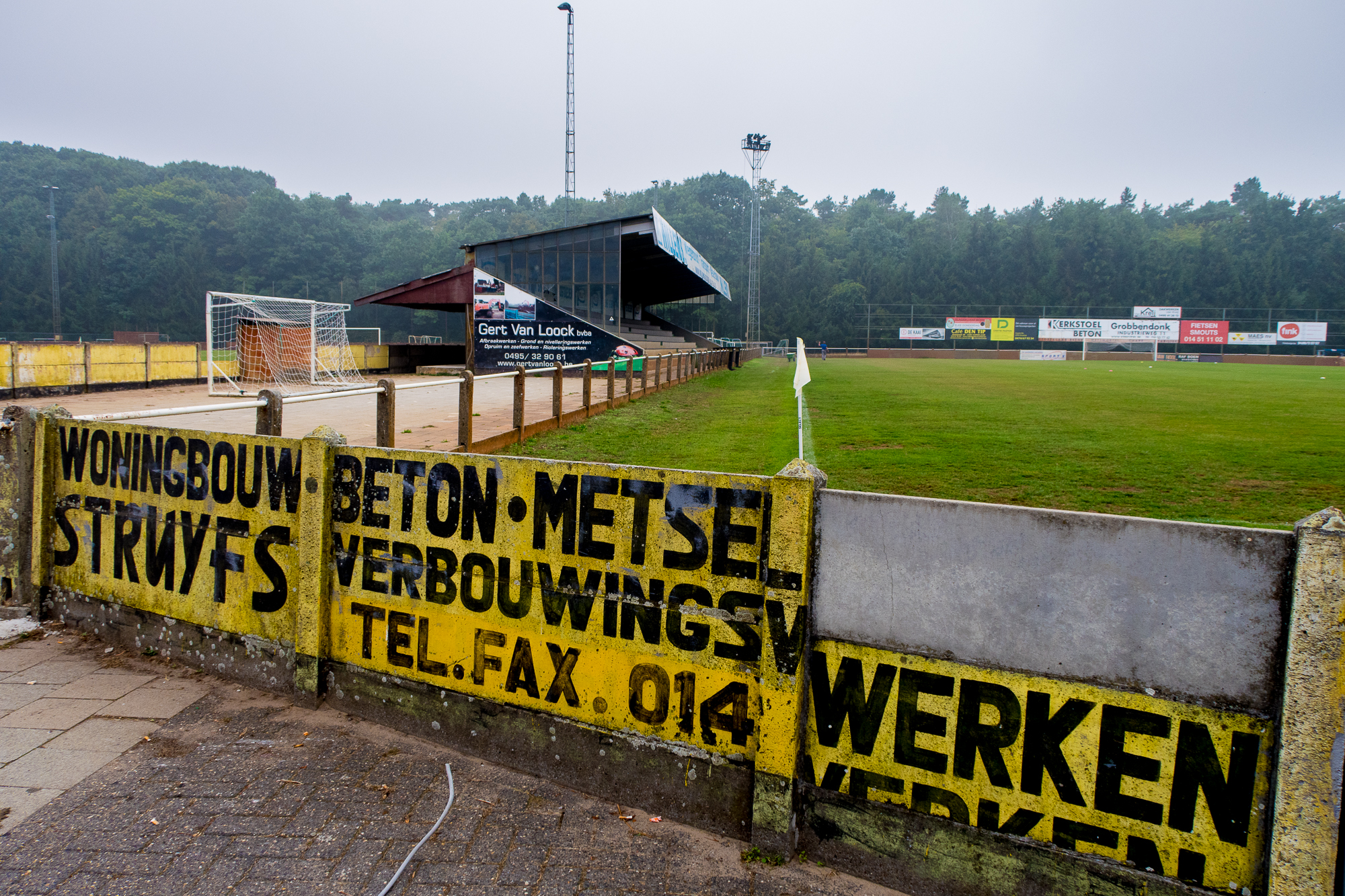
't Zand, KVVOG Vorselaar.

KVVOG Vorselaar is een Belgische voetbalclub uit Vorselaar. De club is aangesloten bij de KBVB met stamnummer 402 en heeft geel en zwart als clubkleuren. De club speelde in haar bestaan een kwarteeuw in de nationale reeksen.

## Geschiedenis
Reeds voor de Eerste Wereldoorlog werd er gevoetbald in Vorselaar. Na de oorlog werd in 1922 weer een club opgericht en in 1924 sloot men zich aan bij de Belgische Voetbalbond. De club ging er van start in de laagste gewestelijke reeksen. Bij de invoering van de stamnummers in 1926 kreeg men stamnummer 402 toegekend.
Vorselaar bleef verschillende jaren in de lokale reeksen, tot men in 1938 voor het eerst de nationale bevorderingsreeksen bereikte, in die tijd het derde niveau. De volgende seizoenen werden echter onderbroken door de Tweede Wereldoorlog. In 1941/42 en 1942/43 werden de volwaardige competities hervat, maar Vorselaar eindigde telkens onderaan en zakte zo in 1943 weer uit de nationale reeksen.
Na de Tweede Wereldoorlog besliste de Belgische Voetbalbond om de degradaties uit de oorlog ongedaan te maken, en Vorselaar mocht in 1945 weer in de nationale bevorderingsreeksen van start gaan. Men wist er zich nog even te handhaven, maar in 1947 degradeerde de club toch.
In 1955 werd de club koninklijk en na negen jaar provinciaal voetbal keerde KVVOG Vorselaar in 1956 terug in de nationale bevorderingsreeksen, ondertussen gevormd door de Vierde Klasse. Men wist er zich te handhaven en in 1958 eindigde Vorselaar er zelfs als derde in zijn reeks. De club kon dit resultaat de volgende jaren niet meer herhalen, maar kon zich wel nog zich nog enkele seizoenen handhaven in Vierde Klasse. In 1963 werd men echter laatste en de club zakte terug naar de provinciale reeksen na zeven jaar nationaal voetbal.
KVVOG Vorselaar bleef nu bijna twee decennia in de provinciale reeksen spelen, tot het in 1981 nog eens promoveerde naar Vierde Klasse. Vorselaar eindigde er de volgende jaren in de middenmoot, met als beste resultaat een derde plaats in 1984. In 1991 eindigde men weer op een degradatieplaats en na tien jaar nationaal voetbal zakte men nogmaals naar de provinciale reeksen.
In 1999 bereikte Vorselaar nog eens Vierde Klasse, na acht jaar in de provinciale reeksen. In het eerste seizoen van zijn terugkeer werd Vorselaar meteen tweede in zijn reeks en mocht het naar de eindronde. Na een zege tegen KSV Waregem werd men daar echter uitgeschakelde door Wallonia Walhain CG. Het volgende seizoen kon men deze prestatie niet herhalen. Vorselaar eindigde op twee na laatste en degradeerde zo na slechts twee seizoenen weer naar de provinciale reeksen. De volgende jaren zakte men ook daar verder weg.

## Bekende spelers
- Patrick Nys
- Lucien Olieslagers